# Бродецьке (селище)
Броде́цьке — селище Глуховецької селищної територіальної громади у Хмільницькому районі Вінницької області України. Після ліквідування Козятинського району у 2020 році селище міського типу Бродецьке увійшло до складу Хмільницького району Вінницької області.

## Історичні відомості
Станом на 1885 рік у колишньому власницькому селі Махнівської волості Бердичівського повіту Київської губернії мешкало 708 осіб, налічувалось 95 дворових господарств, існували православна церква, постоялий будинок і вітряний млин.
За переписом 1897 року кількість мешканців зросла до 1441 особи (708 чоловічої статі та 733 — жіночої), з яких 1245 — православної віри, 138 — римо-католицької.
Існує твердження, що через село проїжджав французький письменник Оноре де Бальзак для вінчання із Евеліною Ганською у Бердичеві.

## Герб
Зелений щит перетятий. У першій частині балка, що звужується вліво, перетятп справа хвилеподібно золотим і лазуровим, яка супроводжується в правому верхньому кутку срібним голубом, що летить. Поверх балки справа червоне колесо водяного млина, а зліва - срібне дерево. У другій частині золота заводська будівля, що супроводжується знизу дванадцятьма срібними овалами, 5, 4 і 3.

## Населення

### Мова
Розподіл населення за рідною мовою за даними перепису 2001 року:
| Мова       | Кількість | Відсоток |
| ---------- | --------- | -------- |
| українська | 2458      | 99.07%   |
| російська  | 22        | 0.89%    |
| білоруська | 1         | 0.04%    |
| Усього     | 2481      | 100%     |

## Персоналії
У селищі народилися
- Леонід Грач (1 січня 1948) — український політик, народний депутат України.
- Гладчук Антоніна Петрівна (1950) — українська радянська діячка, апаратниця Бродецького цукрокомбінат імені XXV з'їзду КПРС. Депутат Верховної Ради УРСР 10-11-го скликань.
- Юрчук Василь Ісакович — історик, член-кореспондент НАН України. Кандидат у члени ЦК КПУ у 1976 — 1986 р. Член ЦК КПУ у 1986 — 1990 р. Депутат Верховної Ради УРСР 11-го скликання.
- похований Вітківський Валерій Леонідович (1974—2015) — солдат Збройних сил України, учасник російсько-української війни.